# Chiesa di San Michele Arcangelo (Mapello)
La chiesa di San Michele Arcangelo è la parrocchiale di Mapello, in provincia e diocesi di Bergamo; fa parte del vicariato di Mapello-Ponte San Pietro.

## Storia
La primitiva chiesa di Mapello venne edificata verso l'anno Mille nel locale castello. 

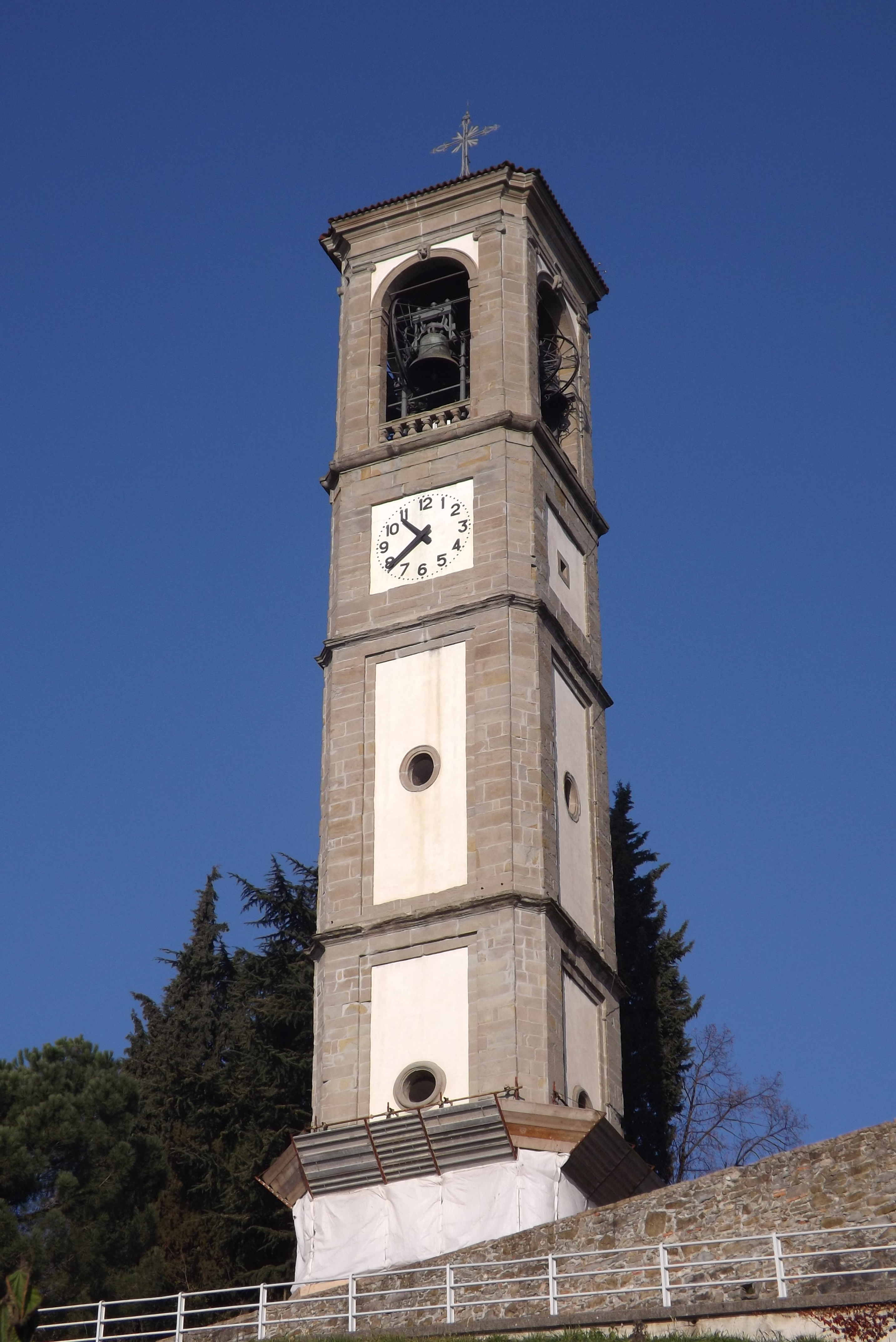
Il campanile

 Nel 1260 la chiesa risulta essere dipendente dalla pieve di Terno d'Isola.
Da un documento relativo al sinodo diocesano di Bergamo tenutosi 17 aprile 1304, si apprende che la cura d'anime mapellese era retta da un prete chiamato Bassano.
L'edificio fu danneggiato da scontri tra fazioni nel 1373 e nel 1412.

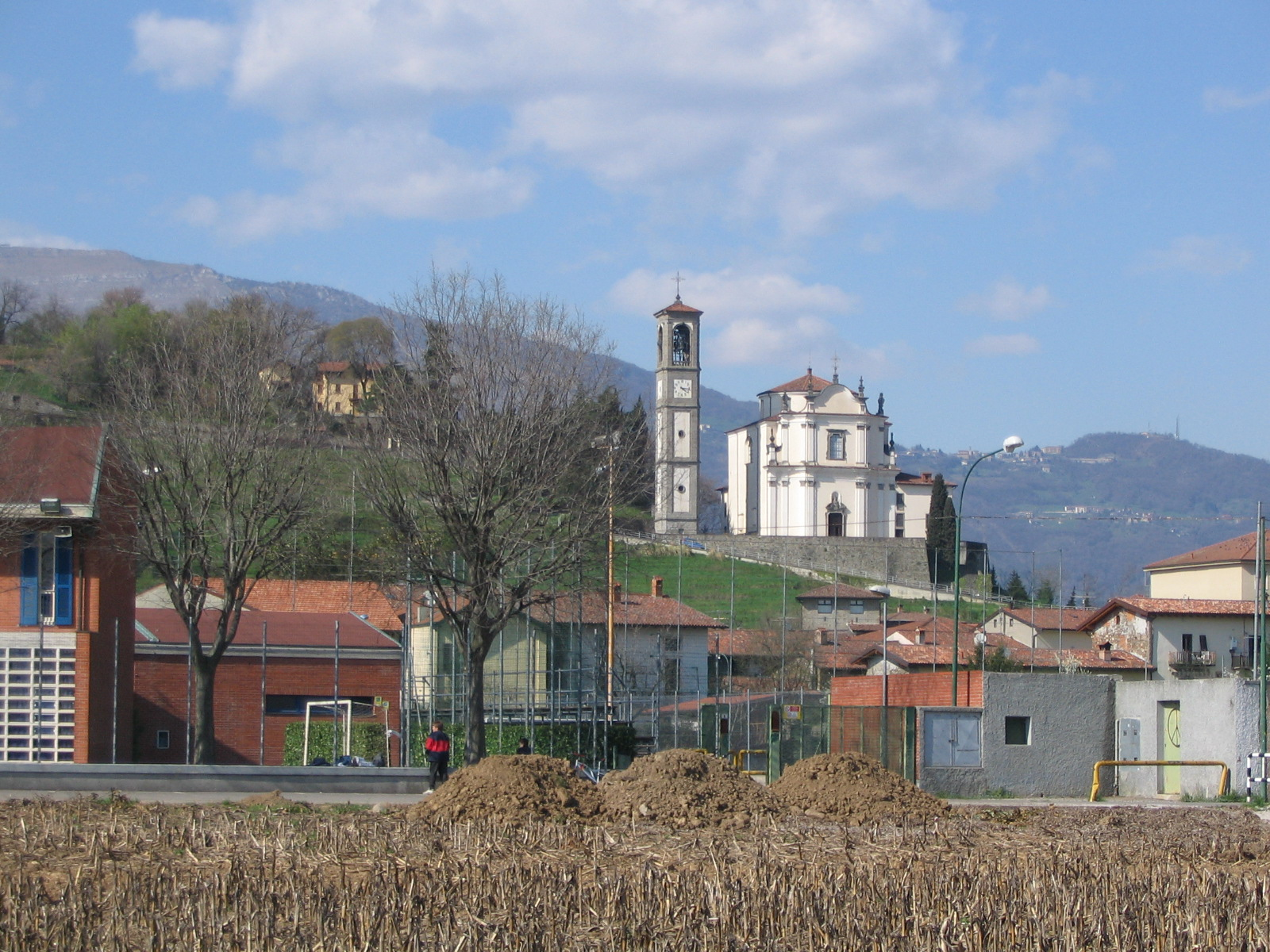
La chiesa domina l'intera zona circostante

 Nella prima metà del Cinquecento la chiesa venne ingrandita tramite l'innalzamento di cappelle.
Nella relazione della visita pastorale dell'arcivescovo di Milano Carlo Borromeo si legge che nella chiesa parrocchiale di Mapello, la quale aveva come filiali gli oratori San Cassiano, di San Bartolomeo Apostolo e di Santa Maria del Prato, avevano sede le scuole del Santissimo Sacramento, dei Disciplini e del Rosario.
Nella seconda metà del XVII secolo la chiesa divenne a capo del vicariato di Mapello, in cui entrano a far parte altre cinque parrocchie, ovvero Ambivere, Brembate Sopra, Locate, Presezzo e Pontida.
Nel 1722 fu eretto il campanile e nel 1727 l'architetto Pier Paolo Pirovano realizzò il progetto dell'attuale parrocchiale, i cui lavori, però, iniziarono appena nel 1750.
Nel 1781 il vescovo Giovanni Paolo Dolfin annotò che i fedeli che frequentano la chiesa mapellese erano 707.
Verso il 1861 la vicaria di Mapello fu divisa tra quelle di Ponte San Pietro e di Pontida.
Il 24 ottobre 1898 la chiesa venne consacrata dal vescovo di Bergamo Gaetano Camillo Guindani.
Il 12 gennaio 1910 la sede del vicariato fu riportata dalla chiesa di San Giacomo di Pontida alla parrocchiale di Mapello. Nel 1924 la torre campanaria subì un restauro.
La chiesa fu aggregata il 28 giugno 1971 della zona pastorale IX, per poi passare il 27 maggio 1979 al vicariato di Mapello-Ponte San Pietro.
L'edificio venne ristrutturata tra il 1985 ed il 1986.